# Pfaffenrod
Pfaffenrod is een plaats in de Duitse gemeente Hosenfeld, deelstaat Hessen, en telt 120 inwoners (2005).